# Херман II (Бамберг)
Херман II (на немски: Hermann II; † 12 юни 1177 (или 12 юли 1177) в абатство Помпоза или Брондоло) е от 1170 до 1177 г. епископ на Бамберг.

## Биография
През 1177 г. император Фридрих I Барбароса го кара да го придружава в похода му до Италия. Тогава императорът и папа Александер III (1159 – 1181) приемат „договора от Венеция“ от 24 юли 1177 г. Епископ Херман умира в Италия няколко седмици преди подписването на договора. Той е погребан първо в базиликата Сан Марко на Венеция и по-късно е преместен в кармелити-манастира „Св. Теодор“ в Бамберг.